# Trichosteleum fusco-virescens
Trichosteleum fusco-virescens är en bladmossart som beskrevs av Jean Édouard Gabriel Narcisse Paris och Brotherus 1904. Trichosteleum fusco-virescens ingår i släktet Trichosteleum och familjen Sematophyllaceae. Inga underarter finns listade i Catalogue of Life.